# Флеро
Флеро је насеље у Италији у округу Бреша, региону Ломбардија.
Према процени из 2011. у насељу је живело 7389 становника. Насеље се налази на надморској висини од 105 м.

## Становништво
Према резултатима пописа становништва 2011. у општини је живело 8.440 становника.
| 1951. | 1961. | 1971. | 1981. | 1991. | 2001. | 2011. |
| ----- | ----- | ----- | ----- | ----- | ----- | ----- |
| 3.336 | 3.400 | 3.532 | 5.932 | 7.509 | 7.495 | 8.440 |